# 437

## Naixements
- Laon (Gàl·lia): Sant Remigi de Reims, arquebisbe, Apòstol dels francs. (m. 533)

## Necrològiques
- Berea (Síria): Acaci, bisbe de la ciutat, a 116 anys